# Brandon Beemer
Brandon Richard Beemer est un acteur américain né le 27 février 1980.

## Filmographie

### Séries télévisées
rôles réguliers
- 2005 : Des jours et des vies : Brent Weitz, assistant du procureur
- 2005 : Hôpital central (General Hospital) : Seth
- 2006 - 2008, 2015-2023 : Des jours et des vies (Days of our Lives) : Shawn-Douglas Brady
- 2008 - 2012 : Amour, Gloire et Beauté (The Bold and the Beautiful) : Owen Knight

apparitions
- 2001 : Undressed : Lucas
- 2003 : Les Experts (CSI: Crime Scene Investigation) : Ross Jenson (saison 4, épisode 6)
- 2011 : Les Experts : Miami : Derek Vaughn (saison 10, épisode 2)
- 2013 : The Stafford Project : Charles (saison 1, épisode 7)

### Films
- 2005 : Suits on the Loose : Justin
- 2006 : Material Girls : Mic Rionn
- 2012 : Blood Moon : Dr Luke Parker
- 2013 : Wrong Cops : officier Brown
- 2014 : Fear Clinic : Dylan

### Téléfilms
- 2001 : Brotherhood: le Pacte (The Brotherhood) : Garçon de la fraternité
- 2013 : Non-Stop : Dean
- 2013 : Bering Sea Beast : Owen Powers
- 2014 : Une ombre sur le mariage (Wedding Planner Mystery) : Holt Walker

### Émission de télé-réalité
- 2011 : Amour, Soap et Réalité (Dirty Soap) : lui-même